# クロサギ (魚)
クロサギ（黒鷺）、学名 Gerres equulus は、クロサギ科に分類される魚の一種。本州・四国・九州・朝鮮半島南部の周辺沿岸海域に分布する魚で、食用にもなる。
学術的な調査等を除けば、利用の際はダイミョウサギ G. japonicus、ミナミクロサギ G. oyena 等と特に区別しないことが多い。日本での地方名はゴンベイ（新潟）、アブラッタイ（静岡）、タナゴ（浜名湖・和歌山）、スミヤキ（三重）、ムギメシウオ、ムギメシ（和歌山県南紀）、アマギ（高知）、バケラ（愛媛）、マケラ（宮崎）、アメ、アメイオ、アモ、シジュゴ（鹿児島）、マキなど数多い。

## 特徴
成魚は全長25センチメートルに達する。体は側扁し広葉樹の葉のような体形である。目が比較的大きく、目の前に吻が尖る。顎は眼径と同じくらいで大きくはなく細かい歯が並ぶ程度だが、餌をあさるときに筒のように前下方に突き出すことができる。通常は筒状部を頬の内側・口の上側へ折り畳んでいる。伸ばすときには下側はあまり動かず、細長い前上顎骨柄状突起で支えられた上の口が伸び、結果として前下方に突き出す。背鰭は1基で9棘10軟条、臀鰭は3棘7軟条で、どちらも前の棘条が長い。尾鰭はV字形に深く二叉し、体高と同じくらいまで広がる。体色は背面が淡褐色、側面から腹部にかけては銀白色だが、興奮すると背中や体側に不規則な褐色の雲状紋が現れる。背鰭は先端が黒く縁取られ、腹鰭と尻鰭前半部は黄色を帯びる。
ダイミョウサギは背鰭が10棘9軟条であること、体高が高いこと等で本種と区別できるが、外見も生態もよく似ており、漁獲や利用の際にはまず区別されない。

### 生態
本州・四国・九州・朝鮮半島南部の周辺沿岸海域に分布する。奄美大島以南の南西諸島には分布しない。類似種のミナミクロサギが南西諸島以南に分布しており、種子島・屋久島産はクロサギかミナミクロサギか不明とされている。
成魚は沿岸の浅海に生息し、海底付近を遊泳する。驚くと砂泥に潜って隠れることがある。食性は雑食性で、多毛類や小形甲殻類などの底生生物を捕食するが、藻類も食べる。摂餌の際は口を前に突き出して周囲の砂泥ごと餌を吸い込み、後から砂泥を吐き出す。
産卵期は夏で、夏から秋にかけては全長1-5センチメートルほどの稚魚が内湾の波打ち際付近で観察される。河口の汽水域にも出現するが淡水域までは遡上しない。これらの稚魚は数尾ほどの小さな群れを作り、スーッと直線的に泳いではピタッと止まるという特徴的な泳ぎを繰り返す。クロダイやキチヌの稚魚も同様の泳ぎ方をするが、本種やダイミョウサギの稚魚は褐色の雲状紋と背鰭の黒い縁取りで区別できる。2歳・全長14センチメートルから繁殖に加わり始め、8歳で全長20センチメートル前後に達する。成長はメスの方がやや早い。

## 人間との関係
成魚は釣り、定置網、刺し網、地引き網等の各種沿岸漁業で漁獲される。普通種だが流通するほどの価値は付かず、殆どは漁獲地周辺で消費される。身は白身で、脂肪が少なく柔らかい。煮付けや塩焼き等で食べられる。